# Collectif Némésis
Le Collectif Némésis est un collectif et groupe d'action d'extrême droite identitaire se réclamant également du féminisme. Il est constitué en octobre 2019 en France ; il est également actif en Suisse romande depuis juin 2021 et en Belgique depuis 2025.
Le collectif se fait remarquer pour ses actions et son discours xénophobe, raciste, anti-islam, anti-immigration et opposé à la transidentité. Reçu favorablement à l'extrême droite, il est désavoué et très critiqué par plusieurs collectifs féministes et par des sociologues pour son instrumentalisation des thèmes féministes à des fins réactionnaires. Il peut être vu comme un exemple de féminationalisme.

## Historique

### Fondation
Le Collectif Némésis est fondé en octobre 2019 par un groupe d'amies qui ne se reconnaissent pas dans l'« idéologie gauchiste » des mouvements féministes  contemporains. Les agressions sexuelles du Nouvel An 2016 en Allemagne par des migrants en situation irrégulière et le mouvement MeToo en 2019 sont parmi les actes qui poussent à la fondation du collectif. Selon StreetPress, elles seraient issues du groupe « xénophobe, islamophobe, cathophobe, ouvertement raciste, mais "anti-réac" » Bellica de Solveig Minéo, avec qui elles entretiennent par la suite de mauvaises relations du fait de leur positionnement « cathoréac ».
La présidente Alice Cordier (pseudonyme) et la porte-parole Mathilda sont cofondatrices de Némésis,. La section suisse ouvre en juin 2021, elle est alors composée d'une vingtaine de Romandes en février 2022, qui se réunissent généralement à Lausanne et font des actions en Romandie.
Les membres de Némésis sont de jeunes femmes entre dix-huit et trente ans. Alice Cordier, la présidente, est notamment passée par l'Action française, royaliste. Marie-Émilie Euphrasie, ancienne membre de la Cocarde étudiante et membre fondatrice de Némésis, s'engage dans la campagne de Marine Le Pen à la présidentielle et aux élections législatives françaises la même année. Plusieurs militantes fondatrices de Némésis Suisse, dont sa présidente régionale Sarah Prina (pseudonyme), sont issues ou étaient liées au groupe néonazi Militants Suisses, inactif publiquement et avec qui la section affirme avoir pris ses distances.
D'après Le Monde, en novembre 2024, le collectif revendique 200 militantes, mais les plus engagées ne sont que quelques dizaines. Le journal les décrit comme très adroites dans leur communication et suivies par des dizaines de milliers d'abonnés sur les réseaux sociaux.

### Actions militantes en France (non exhaustif)
Le journaliste Sébastien Bourdon souligne que les méthodes employées par le groupe « rappelle[nt] l’agit-prop des identitaires : des actions coup de poing pour générer des images fortes et susciter le débat, le tout accompagné d’une communication bien orchestrée ».

#### Marche #NousToutes contre les violences faites aux femmes

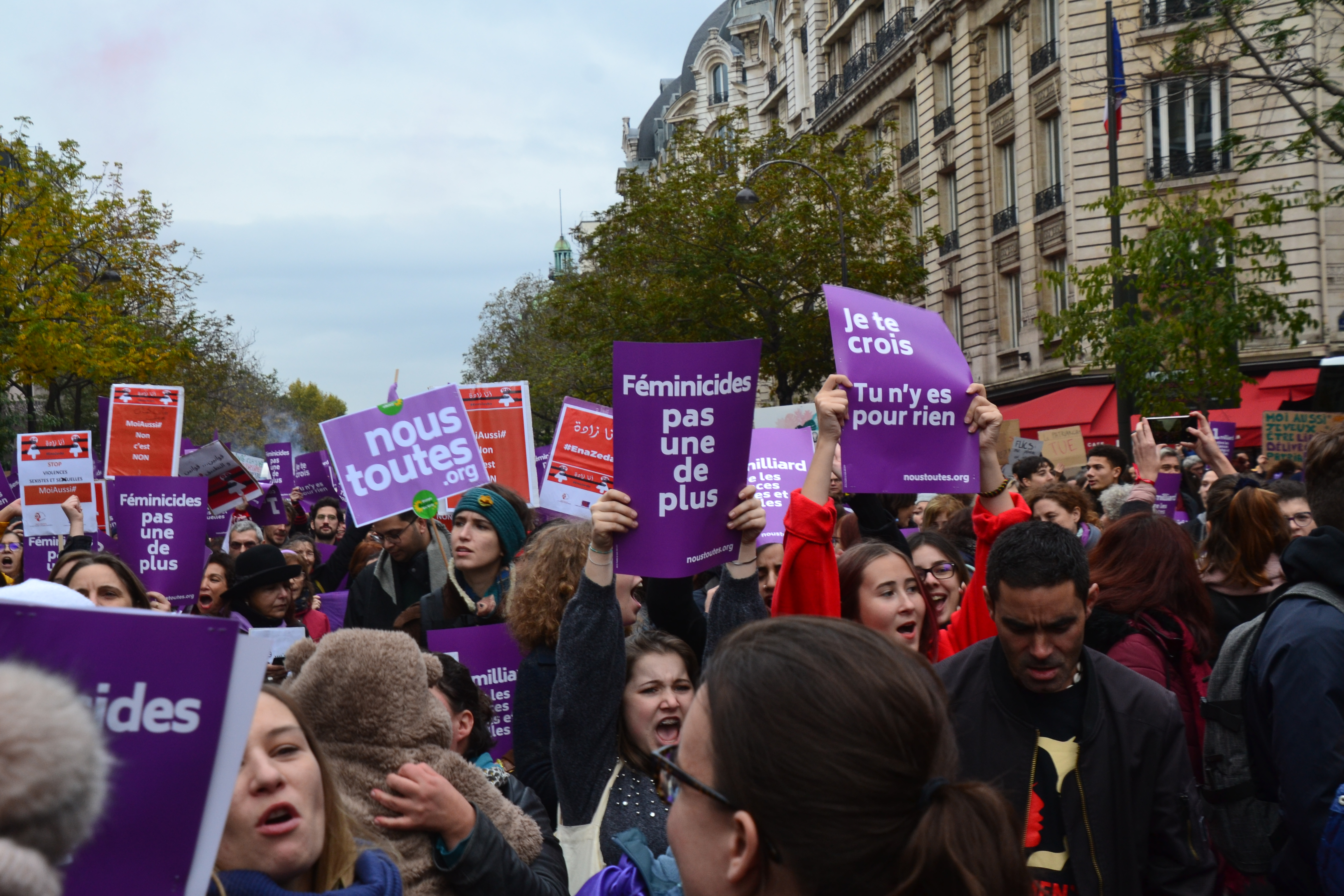
Marche contre les violences sexistes et sexuelles à Paris organisée par #NousToutes en novembre 2019.

Le 23 novembre 2019, Némésis se fait connaître au grand public par la participation de cinq militantes à la marche organisée durant la Journée internationale de la lutte contre les violences faites aux femmes par le collectif féministe #NousToutes. Trois d'entre elles fréquentent ou ont fréquenté, respectivement, l'Action française, la Cocarde étudiante et le bar La Traboule, antenne de Génération identitaire à Lyon. Les militantes, qui brandissent des pancartes évoquant notamment les « violeurs étrangers », sont rapidement exfiltrées du cortège pour leurs messages xénophobes. Il s'agit d'une opération de communication, les manifestantes ayant caché leurs pancartes jusqu’à leur passage devant les caméras de LCI,,,.
Le 20 novembre 2021, le Collectif Némésis, accompagné de membres du syndicat étudiant français d'extrême droite Cocarde étudiante, tente de participer à la manifestation #NousToutes mais est repoussé par des manifestantes et des antifascistes, notamment appartenant à la Jeune Garde antifasciste. Selon plusieurs journaux, la raison en est une banderole évoquant la condition des femmes en Afghanistan et la migration afghane en France avec le slogan : « La haine des femmes n'est pas un enrichissement culturel,, ! »
Le 19 novembre 2022, des militantes Némésis masquées en hidjabs et en niqabs brandissent des pancartes réclamant le droit au port de la burqa et se revendiquant « féministe & islamiste ». D'après le Collectif Némésis, les autres manifestants n'ont pas réagi négativement face aux pancartes, confirmant selon lui « l’incohérence du néoféminisme vis-à-vis de l'islam politique ». Face au buzz sur les réseaux sociaux, #NousToutes dénonce un « piège » et affirme au contraire que les jeunes femmes ont été rapidement évacuées du cortège,,.

#### Autres actions militantes
Durant la Journée internationale des migrants le 18 décembre 2020, le collectif se réunit masqué sur le parvis du Palais Garnier, avec des fumigènes et des pochoirs aux messages racistes.
En janvier 2021, elles manifestent sur le parvis des Droits-de-l'Homme au Trocadéro, vêtues de burqas, avec sur leur pancarte la question : « La France dans 50 ans » ? »
En janvier 2022, des militantes perturbent le meeting au Zénith de Paris de Valérie Pécresse, candidate à l'élection présidentielle, en scandant : « Pécresse, traîtresse ». Elles sont accompagnées de banderoles : « Pécresse, islamo-droitarde » et s'affichent contre « le voile à l’université ».
Comme d'autres organisations d'extrême droite, le Collectif Némésis se fait connaître par un engagement humanitaire à la suite de l'invasion de l'Ukraine par la Russie en 2022. Cependant, une source de StreetPress affirme que leur action auprès des populations est une « énorme escroquerie » et qu'il ne s'agit que de communication.
Le 2 septembre 2023, au cours de la braderie de Lille, plusieurs militantes déploient des banderoles, qualifiées de « racistes » par Libération, dans la rue Nationale et sur la façade de l'Hôtel Carlton. L'une d'elles affiche la phrase « Lectures salafistes dans les lycées de votre ville, vous sentez-vous en sécurité à la braderie de Lille ? ». Les « lectures » avancées par le groupe sont finalement infirmées par l'enquête de Libération, et ne concernent qu'un seul des lycées de la ville. La fondatrice du mouvement, Alice Cordier, s'affiche par ailleurs aux côtés du ministre de l'Intérieur Gérald Darmanin. À la suite de ces actions, trois militantes du collectif sont placées en garde à vue. Martine Aubry, maire de Lille, annonce porter plainte pour « incitation à la haine raciale », l'hôtel Carlton pour « atteinte à l'image » et « mise en danger de la vie d’autrui », et Alice Cordier annonce attaquer en diffamation les journaux La Voix du Nord et Libération pour des propos dans leurs articles sur l'événement. Le 2 décembre, une nouvelle banderole est déployée par le collectif à Lille, s'en prenant à Martine Aubry.
En novembre 2023, Némésis vandalise la bibliothèque de l'université de Franche-Comté. Au sein de cette même université, des militantes de Némésis perturbent en janvier 2024 une conférence avec Louis Boyard autour de la loi asile et immigration.
En avril 2024, lors du carnaval de Besançon, deux militantes du collectif défilent en brandissant des pancartes hostiles à l'immigration, qu'elles associent aux violences sexuelles. La maire écologiste Anne Vignot porte plainte pour « incitation à la haine ou à la violence en raison de l'origine ». Une militante est placée en garde à vue. L'avocat de Némésis annonce vouloir porter plainte pour « atteintes à la liberté individuelle » par une personne dépositaire de l'autorité publique. Anne Vignot est alors la cible d'un cyberharcèlement incluant des injures, des menaces de viol et des appels à commettre des crimes à son encontre ; elle indique déposer une autre plainte.

### Actions militantes en Suisse (non exhaustif)
En novembre 2021, à Lausanne, des militantes de Némésis Suisse, portant une pancarte où était écrit « Violeurs suisses : prison. Violeurs étrangers : expulsion », sont prises à partie durant la marche contre les violences faites aux femmes organisée par le mouvement suisse de la Grève féministe, nécessitant une intervention policière. Dans la même ville, les 8 mars et 14 juin 2022, respectivement pour la Journée internationale des femmes et la Grève féministe, Némésis Suisse est empêché d'accès aux cortèges officiels.
En avril la même année, une fête étudiante dont le but est de sensibiliser contre les viols au GHB dans les soirées est organisée par l'université de Genève. Némésis Suisse est invité pour distribuer des bracelets anti-GHB de son invention avant que l'organisateur UniParty n'annule l'invitation après de nombreuses critiques,.

### Actions militantes en Belgique (non exhaustif)
Némésis commence à s'implanter en Belgique à partir de mars 2025. 
En mai 2025, le MCC Brussels (financé par le Premier ministre hongrois Viktor Orbán) organise une conférence « Les femmes et le conservatisme », à laquelle est invitée Alice Cordier. Un rassemblement antifasciste et féministe proteste notamment contre le fait « d'importer les idées du régime hongrois dans les institutions européennes ». Le Thon EU Hotel doit accueillir l'événement, avant de renoncer. La conférence est déplacée à l'hôtel Martin’s, qui dit être embarrassé et affirme ne pas avoir été mis au courant des valeurs du MCC Brussels.

## Discours et analyse critique

### Objectifs et discours
Le collectif revendique trois objectifs principaux, :
- lutter contre les violences faites aux femmes dans les milieux professionnels et publics, en particulier quand les auteurs sont des immigrants ;
- amener dans le débat public l'immigration extra-européenne comme un facteur des violences sur les femmes occidentales ;
- promouvoir la civilisation européenne comme épanouissante pour les femmes.

À ces trois titres, Némésis prône la défense de « l'homme blanc », les Français de souche qui se retrouveraient en minorité et appelle sur son site à la « remigration ». L'organisation dément d'être d'extrême droite mais pour le spécialiste Jean-Yves Camus « Némésis pourrait même être une des structures de repli de Génération identitaire, qui envisage de poursuivre son action via plusieurs associations thématiques ». L'organisation avait participé à une manifestation de soutien à Génération identitaire lors de sa dissolution. Pour Charlie Hebdo, s'il ne fait aucun doute que l'organisation, « groupusculaire » avec une quarantaine de membres, est d'extrême droite, « ce n'est pas totalement étonnant que ce féminisme identitaire se développe, alors que, à l'extrême gauche, c'est aussi l'identitarisme qui a le vent en poupe, avec les indigénistes et les décoloniaux. Némésis a beau jeu de remplir un espace de plus en plus vacant : celui d'un féminisme universaliste de gauche qui lutte contre les intégrismes religieux. Le collectif mélange ainsi propos racistes anti-immigration et critique nécessaire de l'intégrisme religieux ».
Le Collectif Némésis est « composé de jeunes femmes entre 18 et 30 ans ». Il s'oppose à « l'islamisation de la société » qui, selon lui, obligerait toutes les femmes à porter le hidjab ou le niqab.
Le collectif estime que l'égalité des sexes a déjà été atteinte. Concernant les autres sujets de société en lien avec le féminisme, le mouvement est, selon Slate, hostile à la PMA et à la GPA. Sans remettre en question le droit à l'avortement, Némésis affirme qu'il y a « énormément, sinon trop » d'avortements et refuse de voir l'interruption volontaire de grossesse comme anodine. Le collectif se positionne aussi contre la contraception autre que la contraception naturelle et prône une « complémentarité hommes/femmes » sans se prononcer sur le mariage homosexuel,. 
La vision du féminisme portée par le Collectif Némésis exclut en outre les femmes trans, remettant en cause leur statut de femme et s'opposant à la transidentité. Il est qualifié de transphobe par les représentantes de la grève féministe Suisse. Le collectif s'oppose à l'inclusion des personnes transgenres au sein des compétitions féminines d'athlétisme,.
Le Collectif Némésis est islamophobe,,. Ses militantes pointent du doigt les immigrés musulmans comme étant la principale cause du harcèlement de rue à l'égard des femmes et associent l'islam à l'insécurité et aux violences contre les femmes. Selon Jean-Yves Camus, les agressions sexuelles du Nouvel An 2016 en Allemagne ont établi pour Némésis « l'idée selon laquelle l'immigré musulman serait la nouvelle figure de l'ennemi ».
Ainsi, elles défilent en novembre 2019 « contre l'islamisation » à l'appel du mouvement islamophobe Génération identitaire. En janvier 2022, des militantes perturbent le meeting au Zénith de Paris de Valérie Pécresse, lors duquel elles brandissent des banderoles « Pécresse, islamo-droitarde »,. En septembre 2023, elles réalisent un happening durant lequel elles prétendent que les lycées de la ville de Lille enseigneraient des lectures salafistes à leurs élèves. Mila Orriols, militante au sein du Collectif Némésis, se dit ouvertement islamophobe.

### Analyses critiques
Le Monde constate que le « féminisme » revendiqué par Némésis ne s'attaque qu'aux violences sexuelles prétendument commises par les étrangers, en ignorant donc, selon l'analyse de Caroline De Haas, « une immense majorité des cas de violence » ; le Collectif n'évoque pas les droits des femmes, l'égalité salariale, la répartition des tâches ménagères ni l'IVG. 
La chercheuse en sciences politiques Magali Della Sudda indique que les militantes de Némésis travaillent à mettre en scène leurs propres actions, « des happenings en marge de cortège féministe pour dénoncer ce qu'elles considèrent comme une connivence avec le patriarcat d'immigration », en mettant l'accent sur le spectaculaire et la communication politique sur les réseaux sociaux afin de se faire relayer par les médias. La chercheuse remarque que les militantes identitaires « parviennent à les faire relayer par divers journalistes éditorialistes de l'entreprise médiatique Bolloré, notamment organisée depuis 2014-2015 autour d'un projet commun de l'union des droites », ce qui leur donne « une existence dans un espace virtuel inversement proportionnel à leur importance dans la vie réelle », et que ce groupe et ses alliés médiatiques « contribuent à faire exister des problématiques publiques que l'immense majorité des citoyens ne se posent pas ». Elle s'interroge sur les modes de financements du groupe et suppose qu'il tire ses revenus de publicités et de placements de produits. Selon elle, l'appropriation de la cause féministe par certains mouvements comme Les Antigones et le Collectif Némésis a contribué à « adoucir » l'image de Marine Le Pen, notamment. Aussi, ces mouvement permettent la politisation d'un public jeune et féminin en créant un discours se revendiquant féministe mais placé à l'extrême droite de l'échiquier politique.
Florence Rochefort, chercheuse au CNRS et spécialiste de l'histoire du féminisme, la méthode du collectif « repose sur le principe de vider le discours de ses ennemis de son contenu en reprenant leurs termes et en y mettant sa propre idéologie », notamment par la récupération de la notion de féminisme alors que leurs revendications sont principalement conservatrices.
Pour Anne-Cécile Mailfert, de la Fondation des femmes, « le collectif est féminin mais pas féministe. Elles n'abordent pas les sujets de liberté et d'égalité. Et elles ne disent pas qu'il y a plus de féminicides par habitant dans les campagnes françaises. Renvoyer les étrangers ne résoudrait pas le problème », tandis que pour la journaliste féministe Aude Lorriaux, cette focalisation sur les seules violences commises par des étrangers et dans la rue montre que les revendications de féminisme relèvent de l'imposture, alors qu'il s'agit plus de faire passer un discours identitaire.
À la suite de l'apparition du collectif à la télévision en novembre 2019, de nombreux articles de presse en France condamnent son discours xénophobe, raciste et anti-immigration, et pointent ses liens avec d'autres organisations d'extrême droite identitaire ou royalistes. Pour Némésis, les étrangers seraient les agresseurs et sur son site seuls les faits divers impliquant des étrangers sont mentionnés. Ses militantes sont proches de Marion Maréchal, du groupe Génération identitaire, du syndicat étudiant d'extrême droite Cocarde étudiante, de l'Action française et du Rassemblement national,,,.

## Réception en politique
Le Collectif Némésis est plusieurs fois soutenu par des personnalités identitaires ou conservatrices comme Damien Rieu et Génération identitaire, Gilbert Collard, Jean Messiha et d'autres personnalités du Rassemblement national, par des journalistes de Causeur comme Eugénie Bastié et ceux de Valeurs actuelles comme Charlotte d'Ornellas. Il bénéficie aussi du soutien du magazine L'Incorrect qui héberge l'une de ses réunions.
Le 26 avril 2022, une photo de militantes accompagnées de Jean-Michel Blanquer, alors ministre de l'Éducation nationale, et publiée sur le compte Twitter du Collectif Némésis, provoque un tollé. Le ministre dénonce une « grossière manipulation » et assure qu'il ne soutient en aucun cas le collectif, contrairement à ce qu'avait affirmé Alice Cordier dans un autre tweet.
En janvier 2025, le ministre de l'Intérieur français Bruno Retailleau exprime publiquement son soutien au collectif,, avant de revenir sur ses propos en affirmant découvrir les « positions très radicales » de Némésis,.

## Liens avec d'autres mouvements

### Féminisme
Plusieurs féministes et sociologues en France et en Suisse accusent Némésis d'instrumentaliser le féminisme et s'opposent fermement à leurs revendications et leur idéologie, qui reste minoritaire au sein du mouvement féministe lui-même et de la société,,,. Le journaliste Paul Conge décrit le collectif comme un « groupuscule d'extrême droite qui annexe certaines thématiques propres au féminisme [...] en insistant exclusivement sur la couleur de peau des agresseurs. » Pour la politiste Magali Della Sudda, il s'agit d'un contre-mouvement qui aborde des agissements que les féministes traditionnelles ne dénonceraient pas, et qui peut être rapproché du féminisme « occidentaliste » de Solveig Mineo. Cette dernière affirme néanmoins être en « désaccord total avec Némésis à tous les niveaux », ayant un différend avec les fondatrices depuis 2018. Magali Della Sudda et le webzine Tapage estiment que le Collectif Némésis est féminationaliste,, ce que StreetPress décrit comme son utilisation du féminisme « pour justifier son racisme et son nationalisme ».
Bien que critique de Némésis, la sociologue féministe Éléonore Lépinard rappelle qu'au tournant du XXe siècle, certaines féministes françaises et britanniques eurent des positions racistes et ont soutenu le colonialisme.

### Partis politiques
En octobre 2023, plusieurs personnalités de l'Union démocratique du centre, premier parti au niveau fédéral en Suisse, s'affichent en compagnie de militantes du collectif, ce qui déclenche des critiques. 
En avril 2024, après une action lors du carnaval de Besançon où des membres du collectif avaient brandi des pancartes associant l'immigration aux violences sexuelles, des députés du Rassemblement national brandissent des affiches identiques lors d'une séance du conseil régional de Bourgogne-Franche-Comté. La présidente socialiste du conseil annonce porter plainte pour incitation à la haine.
En novembre 2024, Le Monde indique que le collectif entretient des liens avec le Rassemblement national. Le collectif a cette année-là appeler à voter en faveur de ce parti pour les élections européennes et législatives. Et en novembre 2024, le collectif, alors qu'il prépare une action, se réunit dans le manoir de Montretout, domaine historique de la famille de Jean-Marie Le Pen,.

### Groupes d'extrême droite
La branche suisse de Némésis entretient des liens avec le groupe d'extrême droite suisse Junge Tat, issu de la mouvance néonazie.
En France, le service d'ordre de Némésis est assuré par la Cocarde étudiante et, jusqu'en 2022, par le groupuscule néonazi violent Zouaves Paris, aujourd'hui dissout,. Plusieurs militantes parisiennes de Némésis, dont la présidente Alice Cordier, entretiennent des liens avec d'autres groupes d'extrême droite radicale : les étudiants du syndicat La Cocarde, les royalistes de l'Action française, les militants anti-immigration de Génération identitaire et les néonazis de Zouaves Paris,.
En mai 2023, à Paris, des manifestations xénophobes hostiles à l'association Utopia 56, qui apporte son aide aux personnes exilées, sont organisées par Némésis, puis par le parti Reconquête, puis par des milices agressives.
Némésis entretient également des liens avec le mouvement néofasciste italien CasaPound,.

## Plaintes à l'encontre du collectif
À la suite d'une action menée le 2 septembre 2023, au cours de la braderie de Lille, Martine Aubry, maire de Lille, annonce porter plainte pour « incitation à la haine raciale », l'hôtel Carlton pour « atteinte à l'image » et « mise en danger de la vie d'autrui », et Alice Cordier annonce attaquer en diffamation les journaux La Voix du Nord et Libération pour des propos dans leurs articles sur l'événement. 
En avril 2024, après avoir brandi lors du carnaval de Besançon des pancartes associant l'immigration aux violences sexuelles, le collectif fait l'objet d'une plainte pour « incitation à la haine ou à la violence en raison de l'origine » déposée par la maire écologiste Anne Vignot. L'avocat de Némésis annonce vouloir porter plainte pour « atteintes à la liberté individuelle » par une personne dépositaire de l'autorité publique. Anne Vignot dépose ensuite une seconde plainte, dénonçant un cyberharcèlement à son encontre, des menaces de viol et des incitations à commettre des crimes à son encontre. Le Syndicat national des journalistes déclare que le collectif Némésis a copié sur le site de L'Est républicain une photo et une vidéo de leur action prise par deux journalistes du quotidien et les a publiées sans autorisation des auteurs, qui n'ont pas été crédités ; le syndicat dénonce « une infraction caractérisée au respect des droits d'auteur, dans le but de servir une idéologie puante » et indique avoir engagé des procédures.
En mai 2024 à Dole, dans le Jura, lors du festival Cirques et fanfares, des militantes de Némésis viennent brandir des pancartes xénophobes établissant un lien entre immigration et violences sexuelles et filment leur action pour la diffuser sur les réseaux sociaux. Des habitants arrachent leurs pancartes. L'un d'eux est filmé, puis fait l'objet de harcèlements et reçoit de nombreuses menaces de mort, au point qu'il doit déménager. Il porte plainte contre le collectif Némésis ainsi qu'une plainte contre X. Une pétition de soutien est lancée à son attention. La mairie de Dole a porté plainte contre le collectif pour trouble à l'ordre public.